# 邱庄水库
邱庄水库位于中国河北省唐山市丰润区左家坞镇，是以防洪、灌溉为主，兼有供水功能的大（二）型水库，是引滦入唐工程的调节枢纽之一。实际灌溉面积约14.8万亩。